# Branislav Sekulić
Branislav „Bane” Sekulić (szerbül: Бpaниcлaв "Бaнe" Ceкулић; Belgrád Szerb Királyság, 1906. október 29. – Bern, Svájc, 1968. szeptember 24.) szerb labdarúgócsatár, edző.
A Jugoszláv királyság válogatottjának tagjaként részt vett az 1930-as világbajnokságon.